# 2011 KW48
2011 KW48, précédemment connu comme VNH0004, est le nom provisoire d'un objet transneptunien membre de la ceinture de Kuiper.
La sonde New Horizons est passé, en janvier 2015, à environ 75 000 000 kilomètres de cet objet, ce qui est trop pour prendre de photos de bonne résolution, mais ceci aurait pu permettre la détection d'éventuels satellites.
2011 KW48 n'a été observé que 12 fois (8 fois par l'observatoire du Mauna Kea et 4 fois par l'observatoire de Las Campanas), entre le 29 mai et le 2 juillet 2011, soit un arc d'observation de 33,8 jours qui fait que les paramètres de son orbite sont très incertains. Johnstonsarchive estime son diamètre à environ 72 km. 
La Nasa n'a rien révélé au sujet de l'observation par la sonde (février 2018).